# Klischee (Drucktechnik)
Ein Klischee (veraltete Schreibung: Cliché) ist in der Zeitungs- und Buchdrucktechnik eine fotochemisch oder maschinell hergestellte Druckform für das Hochdruckverfahren.

## Material

Strichklischees für Schwarzweiß-Abbildungen (zum Teil aufgeblockt)

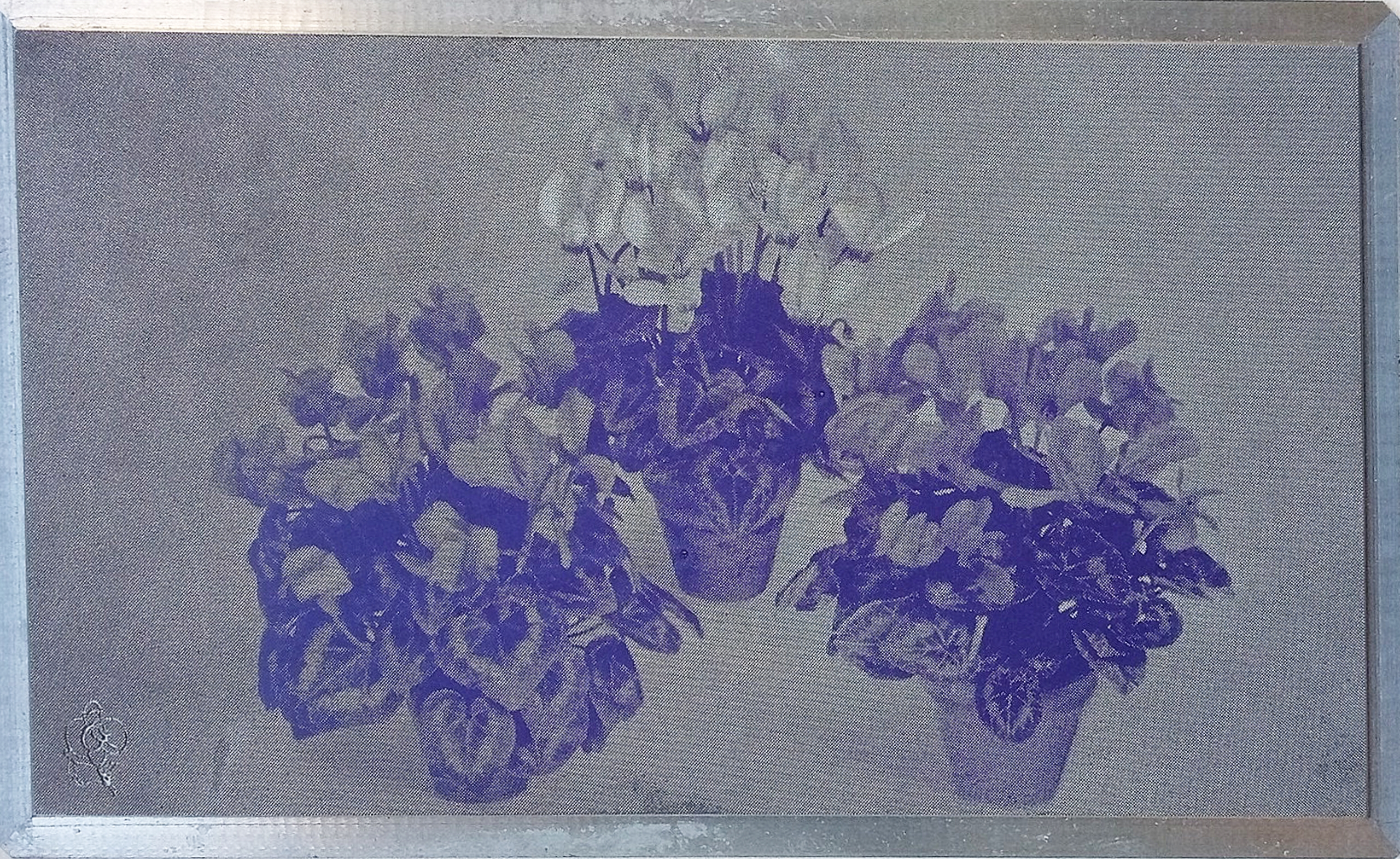
Rasterklischee für Halbtonabbildungen aus Zink

Ein Klischee kann aus Zink, Kupfer, Kunststoff oder im modernen Flexodruck aus Photopolymer bestehen. Zu den Herstellern von Klischees gehörte etwa die 1914 gegründete Graphische Kunstanstalt und Klischeefabrik Osiris von Wilhelm Schuh in München. In den 1950er bis 1970er Jahren gab es im Buchdruck auch Klischees aus Aluminium und Magnesium, die sich aber nicht durchsetzten. Um höhere Auflagen vom gleichen Klischee zu erzielen, kann die Oberfläche des Klischees galvanisch vergütet werden; diesen Vergütungsprozess nennt man Verstahlen.
Zur Klischeeherstellung werden Metall- oder Kunststoffplatten mit einer lichtempfindlichen Schicht versehen. Das zu druckende Motiv wird mittels Negativfilm aufbelichtet. Die belichteten Schichtpartien härten, während die unbelichteten Partien wasserlöslich bleiben. Bei Metallklischees wird durch den Klischeeätzer beim anschließenden Ätzvorgang der nichtdruckende Teil durch Materialabtrag vertieft, während der belichtete und dadurch mit einer widerstandsfähigen Schicht versehene erhöht bleibt. Das Ätzmittel besteht bei Zink aus verdünnter Salpetersäure, bei Kupferklischees aus Eisen(III)-chlorid. In den 1960er Jahren kamen auch elektronische Klischographen für die Herstellung von Buchdruckklischees aus Zink zum Einsatz.
Für den Vierfarbdruck wurden Klischeesätze verwendet, bei denen durch fotografische oder elektronische Farbauszüge jeweils ein Klischee eine bestimmte Farbe des Bildes enthielt. Gebräuchlich waren Farbsätze mit den Grundfarben Magenta, Cyan und Gelb sowie die Zeichnungsfarbe Schwarz. Buchdruck-Klischees verloren ab den 1970er Jahren durch effizientere Drucktechniken, wie Offset-, Flexo- oder Tiefdruck, zusehends an Bedeutung.

## Heutige Verfahren

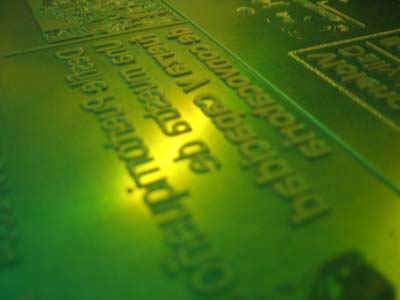
Flexodruck-Druckplatte mit gespiegeltem Druckrelief

Fotopolymerdruckplatten werden entweder aus flüssigem Harz, dem Monomer mit Zusatzstoffen wie Fotoinitiatoren, gegossen oder als unbelichtete Flexodruckplatten geliefert. Mit einer Rückseitenbelichtung wird die Unterseite des Klischees ausgehärtet. Anschließend werden die druckenden Partien der Druckform mit Hilfe eines Negativfilms auf die Schichtseite der Platte übertragen und durch UV-Belichtung ausgehärtet (polymerisiert). Die nicht druckenden Bereiche wäscht man mit Lösungsmitteln, wie Wasser oder Naphtha und Alkohol, aus.
Alternativ zur fotomechanischen Klischeeherstellung wird für den Flexodruck auch die elektronische Laserdirektgravur genutzt, bei der ein Laserstrahl die nichtdruckenden Partien aus dem Klischee herausschneidet. Dazu fährt der von einem Computer gesteuerte Laserstrahl das auf einen Druckzylinder aufgezogene, rotierende Klischee axial ab und lässt das zu druckende Motiv erhaben stehen. Die so entstandene Druckform wird nach einem Finishingprozess mit Hilfe von doppelseitigem Klebeband oder Magnetismus (durch das Hinzufügen von Eisenspänen zur Kunststoffmasse) auf ein Trägersleeve oder den Druckzylinder montiert.
Klischees für den Tampondruck werden entweder fotochemisch oder mittels Laserabtrag hergestellt. Je nach Art des Motivs und Auflagenhöhe werden Aloxid-, Kunststoff-, Stahlband-, Vollstahl- oder Keramik-Klischees eingesetzt.